# Староганцевицька Слобода
Староганцевицька Слобода — (біл. вёска Староганцеўіцка Слабада), село (веска) в складі Логойського району розташоване в Мінській області Білорусі, підпорядковане Каміньській сільській раді.
Село Староганцевицька Слобода розташоване в центральних районах Білорусі, в північній частині Мінської області - орієнтовне розташування.